# María Fernanda Álvarez Terán
María Fernanda Álvarez Terán (sinh 28 tháng 2 năm 1989 ở Santa Cruz) là 1 vận động viên quần vợt chuyên nghiệp người Bolivia.
Álvarez xếp hạng 15 hệ thống International Tennis Federation trẻ vào năm 2007. Cô thắng giải Copa Gatorade nội dung đôi, Copa Milo nội dung đơn, Mediterranee Avenir nội dung đôi Raquette D'Or, Riad 21, cả đơn và đôi và 21st Copa Gerdau cùng Condor de Plata cả đơn và đôi. Cô xếp hạng 94 hệ thống ITF trẻ.

## Liên kết khác
- María Fernanda Álvarez Terán tại Hiệp hội quần vợt nữ
- María Fernanda Álvarez Terán tại Liên đoàn quần vợt quốc tế
- María Fernanda Álvarez Terán tại Fed Cup